# كونفونسيون (مترو باريس)
كونفونسيون (بالفرنسية: Convention)‏ هي محطة مترو تابعة لمترو باريس تقع في فرنسا في الدائرة الخامسة عشرة في باريس.[بحاجة لمصدر]